# Cybathlon
Cybathlon (Кибатлон) — международное спортивное соревнование для спортсменов-инвалидов, которые используют бионические протезы или другие механические устройства, которые заменяют потерянные или безвозвратно поврежденные части тела. Первое соревнование состоялось 8 октября 2016 года в Цюрихе под эгидой швейцарского Национального центра робототехнических исследований (National Center of Competence in Robotics Research).
Соревнования проводятся по аналогии с Олимпийскими играми и включают следующие дисциплины: 
велогонки с помощью электрической стимуляции, 
гонки на инвалидных колясках, 
забег спортсменов с протезами нижних конечностей, 
соревнования людей с протезами рук, 
соревнования между спортсменами, подключенными к нейрокомпьютерным интерфейсам, 
забег в экзоскелете. 
Помимо медалей для конкурсантов, соревнование предусматривает награды для разработчиков.. 

## Предыстория
Cybathlon представлен Швейцарской высшей технической школой Цюриха совместно со швейцарским Национальным центром робототехнических исследований, который намерен использовать данное соревнование для содействия развитию и широкому использованию бионических технологий. 
В то время как другие международные соревнования для спортсменов-инвалидов, такие как Паралимпийские игры, позволяют участникам использовать вспомогательные технологии без каких-либо усилителей, Cybathlon поощряет использование технологий повышения производительности, таких как силовые экзоскелеты. 
Регистрация для Cybathlon была открыта в октябре 2014 года, заявки принимались до 1 мая 2016 года. В июле 2015 года в Цюрихе состоялось репетиционное мероприятие, позволяющее участвующим командам протестировать и оценить свои роботизированные вспомогательные технологии.

## Соревнования

### Cybathlon 2016
В 2016 году соревнования проводились в швейцарском городе Клотен, всего участвовало 56 команд из 25 стран мира. Конкурсы проводились в шести категориях (в зависимости от видов вспомогательных технологий): нейро-компьютерный интерфейс, функциональное электрическое стимулирование, протезы рук, протезы ног, соревнования на инвалидных колясках и с экзоскелетами. Конкурсы организованы таким образом, чтобы участники соревнования могли продемонстрировать не только свои умения, но и отличительные качества вспомогательных средств, например в категории «протезы рук» одним из заданий было порезать хлеб, снять одежду с проволоки (предварительно сняв прищепки), в категории «Нейро-компьютерный интерфейс» участники управляли аватарами в специально разработанной компьютерной игре, и так далее.
Победители:
- Нейрокомпьютерный интерфейс: Швейцария, пилот Эркик Анселмо (Eric Anselmo) команда Brain Tweakers
- Функциональное электрическое стимулирование: США, Марк Мун (Mark Muhn), команда Team Cleveland
- Протезы рук: Нидерланды, Роберт Радоси (Robert (Bob) Radocy), команда DIPO Power
- Протезы ног: Исландия, Хелги Свейнсон (Helgi Sveinsson), команда RHEO KNEE
- Экзоскелеты: Германия, Андре ван Росщен (Andre Van Rüschen), команда ReWalk
- Инвалидных коляски: Швейцария, Флориан Хосер (Florian Hauser), команда HSR Enhanced.[5]